# کی سوواناروت
کی سوواناروت (متولد ۱۹۶۲ میلادی) سیاستمدار کامبوج است که عضو حزب سام رینسی می‌باشد و به نمایندگی از استان سیم ریپ در انتخابات مجلس شورای ملی کامبوج در سال ۲۰۰۳ میلادی انتخاب شد.